# Володимир Всеволодович (князь новгородський)
Володимир Всеволодович (1125–1141) - князь Новгородський (1136), син князя Новгородського і Псковського Всеволода Мстиславича і Ганни, княжни Волинської і Чернігівської (доньки князя Святослава Давидовича).
Онук Великого князя Київського Мстислава Великого

## Біографія
Володимир Всеволодович став князем при досить драматичних обставинах. Під час Новгородської смути 1136 року, новгородці вигнали батька Володимира князя Всеволода Мстиславича з князівства. 
Володимир, ще малолітнім, був залишений в Новгороді в якості заручника. 
Володимир номінально вважався князем, проте правили Новгородом місцева знать. 
Через 4 дні після вигнання князя Всеволода в місто зі своєю дружиною увійшов Князь Чернігівський Святослав Ольгович, який остаточно вигнав Мономаховичів з новгородського престолу.

## Родина
Вважається що князь Володимир був одружений з Риксою, княжною Польською і мав доньку Софію, що була дружиною онука Великого князя Володимира Мстислава короля данського Вальдемара I. 
Однак в даний час превалює версія про те, що Софія була дочкою князя Мінського Володаря Глібовича.